# 香港航空業

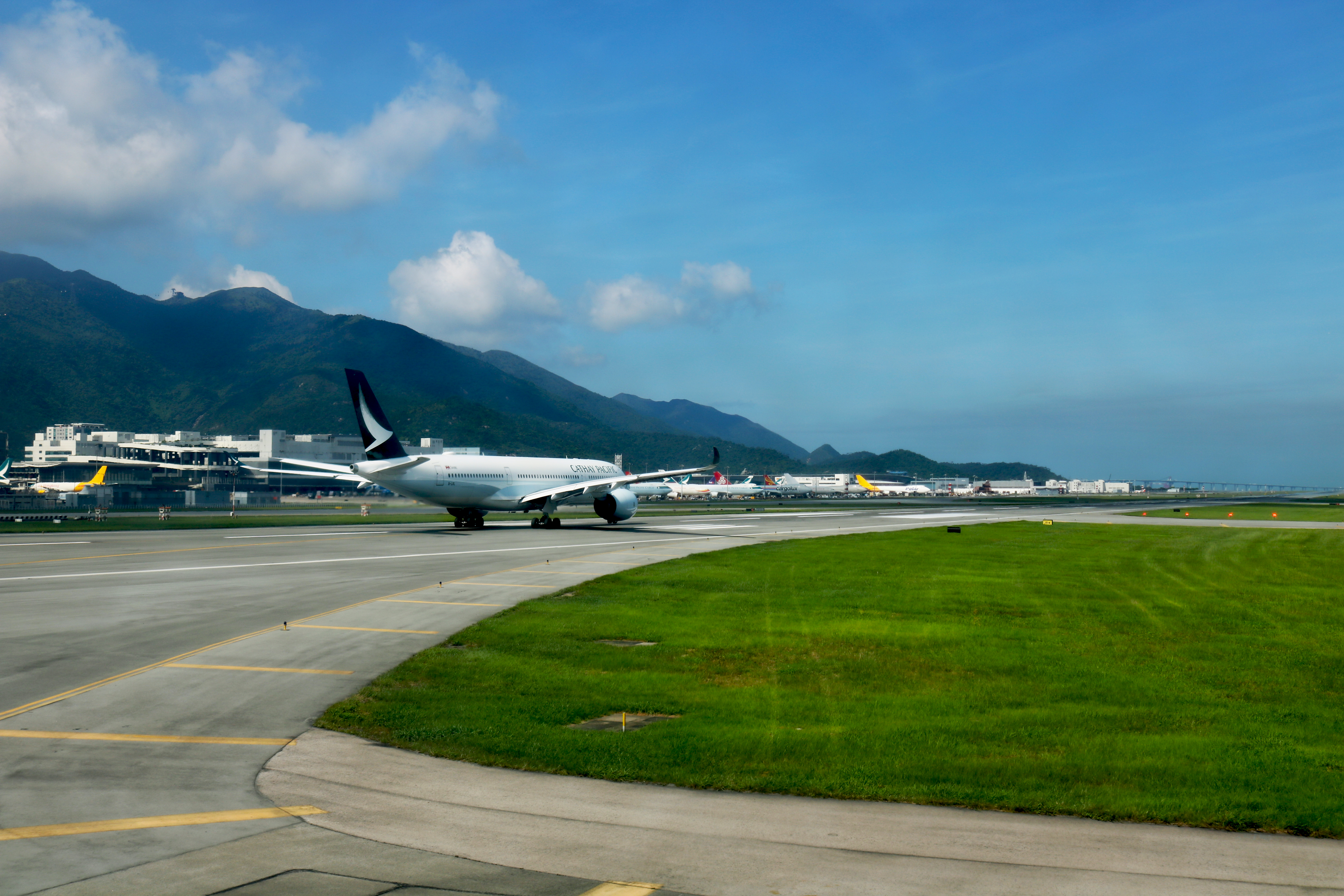

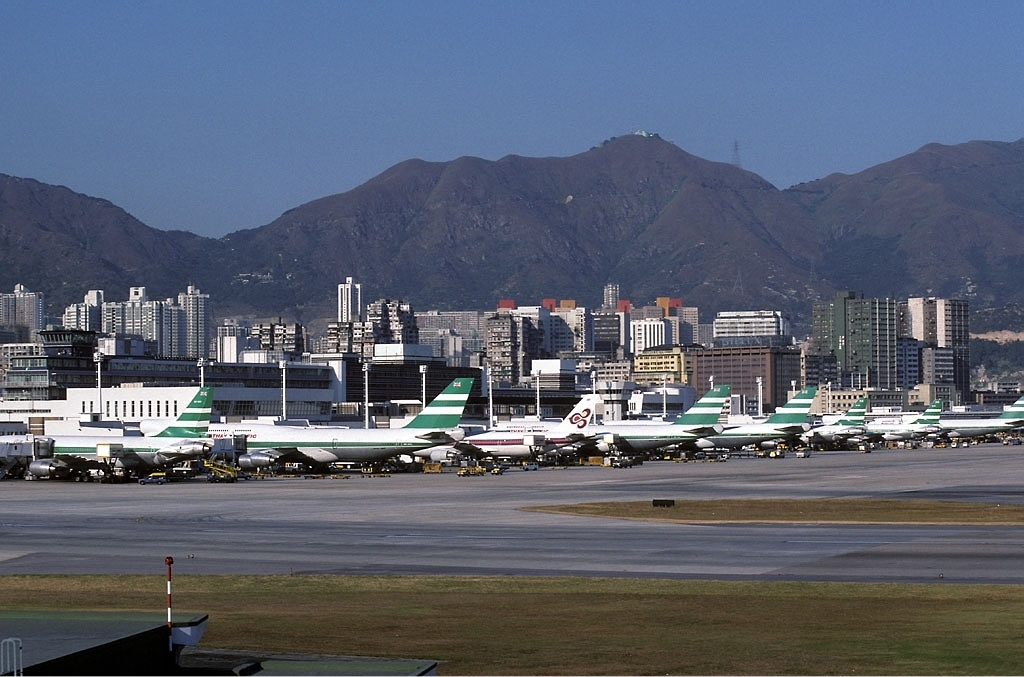
1989年的啟德機場

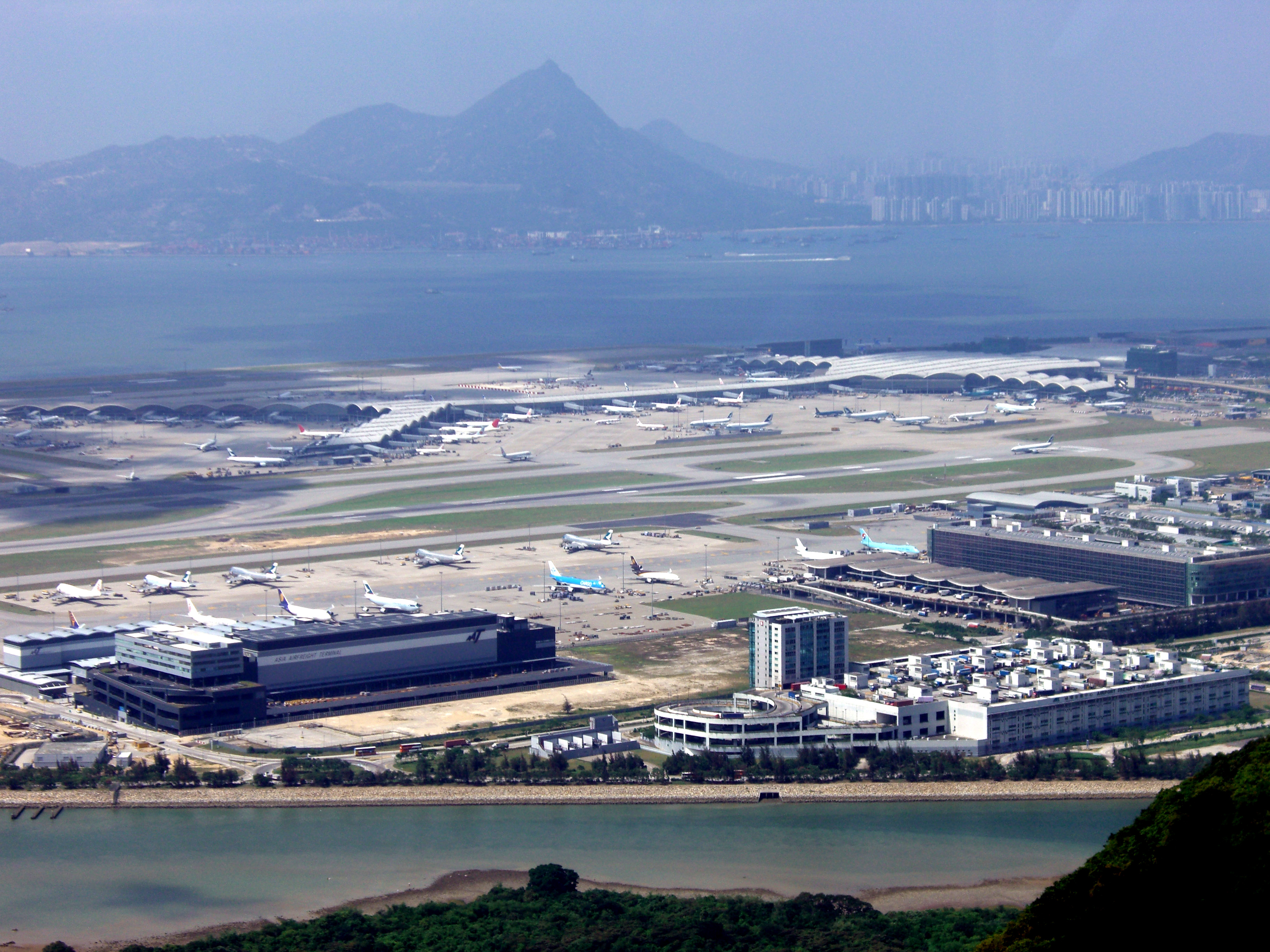
香港國際機場

香港的航空運輸是香港交通的組成部份之一。現時，香港是國際及亞太區的主要航空中心，全球各大航空公司均有航班來往香港，而香港的航空業務集中在位於新界大嶼山以北赤鱲角的香港國際機場，現時有超過100家航空公司每日提供約1100架次定期客運及全貨運航班，來往香港及超過190個遍佈全球的目的地。此外，位於香港島上環的信德中心，也提供定期來往香港及澳門的直升機服務。

## 歷史
香港航空業的歷史始於1911年首次有飛機飛抵香港，當年的3月18日，名為「沙田精神號」的定翼機，準備在沙田上空作飛行表演，可惜最後因風力太大未能試飛。
1920年代，政府找尋土地興建機場。適逢當時何啟與區德合資在九龍灣北岸填海興建啟德濱住宅區不成，該處被政府徵用為機場，即啟德機場。1925年1月24日，是啟德機場首次飛行紀錄的日子。1936年，首間商業航空公司──英國帝國航空公司（即英國航空前身）開始提供來往香港的定期客運服務。
1941年12月8日，香港保衛戰爆發，日軍在當日轟炸啟德機場，使香港完全失去制空能力。香港日治時期，日軍為擴建啟德機場，炸毀了鄰近的宋王臺及拆毀九龍寨城的石牆等。
1946年，民航處成立，專責管理香港的航空服務。同年，國泰航空於上海成立，但其後隨即遷往香港，成為首間以香港為基地的航空公司。香港航空則於1947年成立，成為國泰主要競爭對手。其後香港政府把香港以南的航線分予國泰經營，以北的則交予港航經營。然而，1949年中共在中國大陸建政，並與香港斷航，使港航元氣大傷。最後到了1958年，國泰航空收購香港航空，正式雄霸本地航空業。
1985年，香港一批華資商人合作創辦港龍航空，試圖改變國泰航空壟斷香港航空業的局面。但於1990年1月17日，國泰航空收購港龍航空部份股權，更於2006年9月28日正式全面收購港龍航空。
同於1985年，上環信德中心落成，其天台設有停機坪，提供來往香港與澳門的直升機服務。
1980年代末期，雖然啟德機場於1950年代至1970年代歷經多次擴建，但始終應付不了日益增長的使用量，政府便於1989年宣佈香港機場核心計劃，在赤鱲角興建新機場。新機場於1998年7月6日啟用，運作了73年的啟德機場正式完成使命。為應付長遠發展，二號客運大樓亦於2007年2月初開始投入服務。
1997年香港回歸後，數間新的航空公司在香港提供民航服務，計有2001年成立的中富航空（現稱香港航空）、2004年成立的港聯航空（現稱HK Express），以及2005年成立（2006年啟航）的甘泉香港航空。其中甘泉香港航空更是香港首家長途廉價航空公司，惜於啟航後不足兩年內被清盤。
2007年9月3日，空中客车A380於維港上空1300呎及1000呎高度示範飛行。
2016年10月8日，國泰航空舉行以該司最後一架波音747－400客機運作的慈善航班，以2000呎高度低空飛越維港。
2023年12月12至17日間，中國商飛C919及ARJ21飛機首次在香港機場進行靜態展示；其中C919飛機在16日於維港上空進行飛行演示，其中高度更低至700呎。
為紀念啟德機場一百周年，適逢香港國際七人欖球賽首次在啟德體育園舉行，國泰航空安排一架空中巴士A350-1000客機（註冊編號為B-LXI）於2025年3月30日飛越維多利亞港，低飛至啟德主場館鄰近的上空，航班編號CX8100。

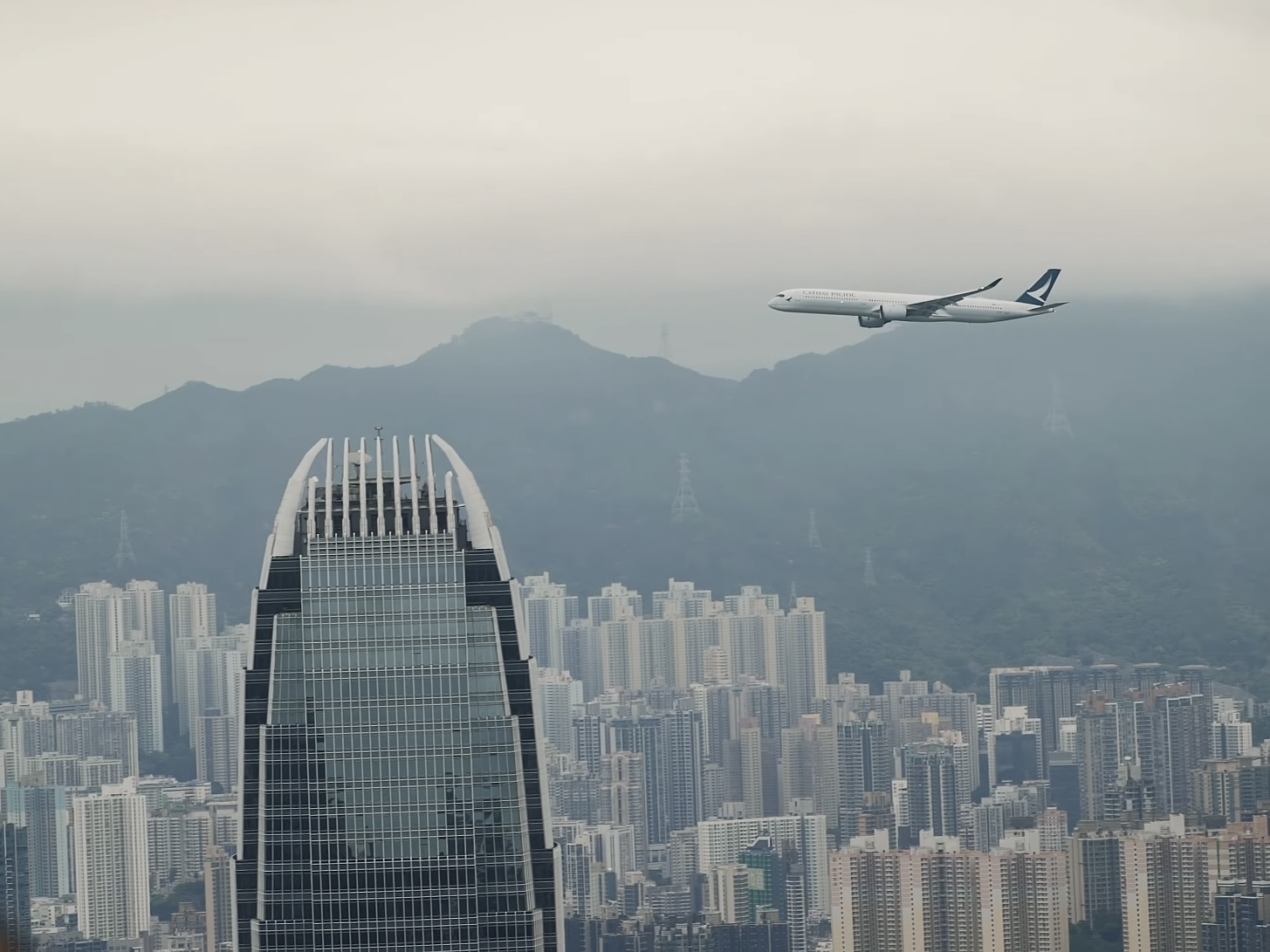
A350-1000飛過國際金融中心二期
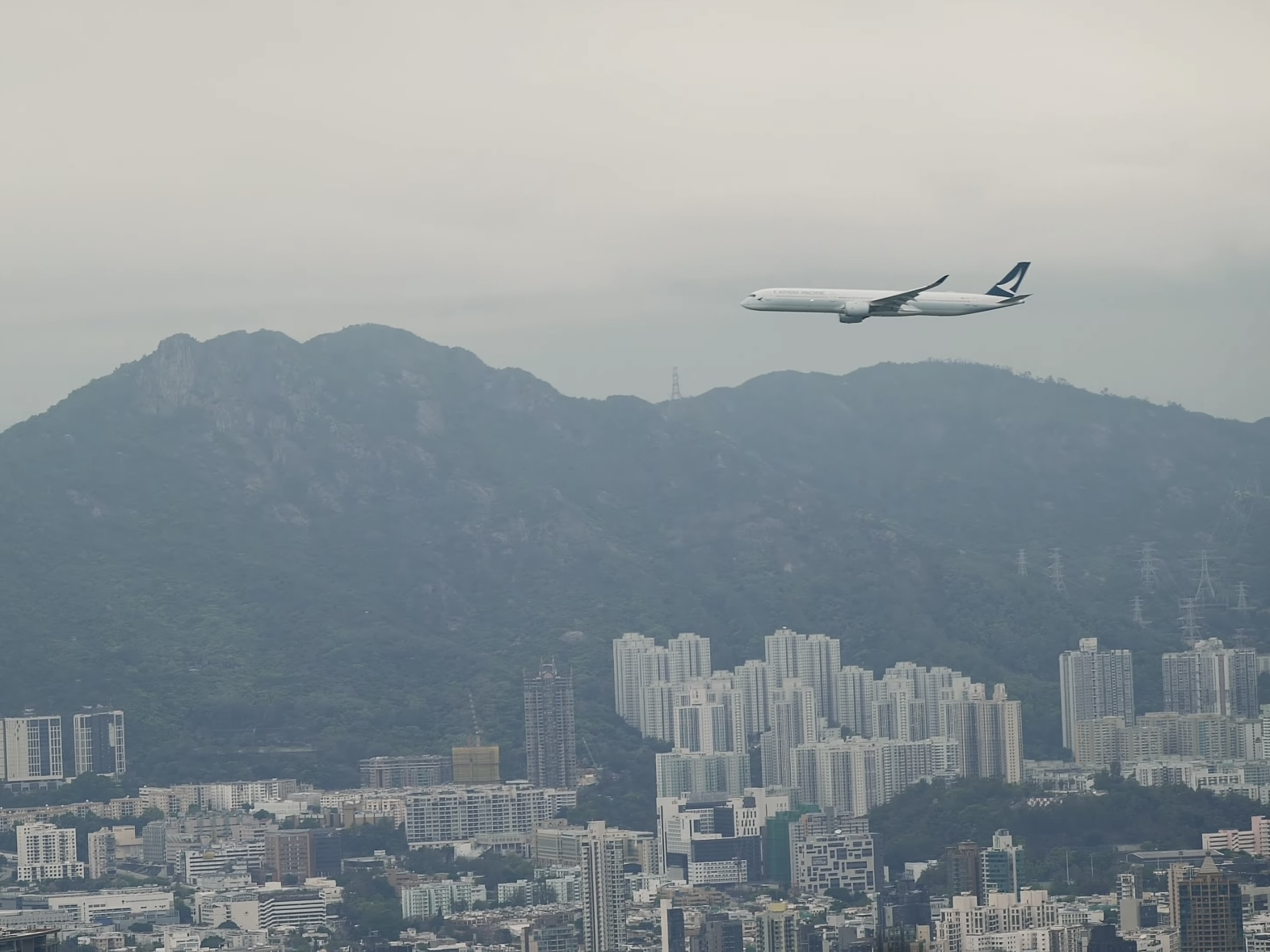
A350-1000與獅子山合影

## 設施

### 香港國際機場
香港國際機場是香港目前唯一的民航機場，位於新界大嶼山以北的赤鱲角，現階段設有182個停機坪，全日24小時運作，每年可處理旅客超過6000萬人次及貨物超過400萬公噸。隨著第二條跑道於1999年5月啟用和多項擴展計劃完成，香港國際機場正發展成亞洲的客貨運樞紐。為滿足日益增加的航空交通需求，機場正不斷增添新設施及建築。2010年代，港府正規劃赤鱲角機場北面興建第三條跑道。
在不斷進行擴展的努力下，香港國際機場已多次獲得全球最佳機場的殊榮。

### 私人飛機庫
2012年5月21日，香港第三座私人飛機庫啟用，其可以容納25架噴射機，是香港最龐大的私人飛機庫，造價達1億7千萬港元。預計香港的私人飛機處理量可以大幅提升5成半。該年首季的私人飛機航班比2011年同期增加1成半。而且大部分時間留在香港的私人飛機由1998年的一架升至該年的60架。

## 主要航空公司
- 國泰航空
  - 香港華民航空
  - 香港快運航空
- 香港航空
  - 香港貨運航空
- 空中快線直升機
- 大灣區航空